# 궁석웅
궁석웅(宮錫雄, 1944년 8월 22일 ~ )는 조선민주주의인민공화국의 외교관이다. 김정일 체제에서 조선민주주의인민공화국 외무성 부상이었다.

## 생애
1944년 일제강점기 말 평안남도에서 태어났다. 평양외국어대학교를 졸업하고, 외무성에 입부하였다. 북한 외교에서 유럽 전문가로 알려져 있다. 2016년에 태영호 공사의 탈북으로 인하여 숙청되었다는 기사가 있었으나, 이는 사실이 아니고 정년 은퇴한 것이라고 밝혀졌다.

## 경력
- 외교부 입부
- 외교부 부국
- 주요르단 북한대사
- 외교부 10국장
- 외무성 부상